# إس إتش-60 سي هوك
سيكورسكي إس إتش-60 سي هوك (بالإنجليزية: Sikorsky SH-60 Seahawk)‏ هي مروحية بمحركي عمود دوران توربيني متعددة المهام للبحرية الأمريكية مبنية على هيكل مروحية يو إتش-60 بلاك هوك وهي جزء من سلسلة مروحيات سيكورسكي إس-70.
SH-60/MH-60 سيكورسكي Seahawk (أو البحر هوك) هي المحرك التوربيني المزدوج، متعددة المهام طائرة هليكوبتر بحرية الولايات المتحدة تقوم على هيكل الطائرة للولايات المتحدة من طراز بلاك هوك يو اتش 60 في الجيش وعضو في سيكورسكي دإ 70 عائلة. التعديل الأكثر أهمية هو ذيل يتوقف للحد من تواجدها على متن السفن.
البحرية الأمريكية تستخدم - 60 ه هيكل الطائرة تحت تسميات نموذج ش - 60B ، ش، 60F ، سمو - 60H ، ام اتش 60R ، و 60s. قادرة على الانتشار على متن الفرقاطة أي جو قادرة، المدمرة، طراد، سريع سفينة دعم القتال، وسفينة هجومية برمائية، أو حاملة طائرات، يمكن أن Seahawk التعامل مع الحرب ضد الغواصات (مضادة للغواصات)، والحرب تحت البحر (وسو) ومعاداة الحرب السطح (ASUW)، والحرب البحرية الخاصة (نيو ساوث ويلز) الإدراج، والبحث والإنقاذ، والبحث والإنقاذ القتالية (سيزار)، والتجديد العمودي (VERTREP)، والإجلاء الطبي). جميع حاء البحرية - 60s تحمل رافعة الإنقاذ للبعثات ريال سيزار

## 60أف
سيكورسكي SH-60F المستخدمة من قبل «القوات البحرية الأمريكية». وهي مستمدة من طراز يو إتش-60 «بلاك هوك»، التي يستخدمها الجيش الأمريكي.سيكورسكي SH-60F قادرة على الهبوط على متن سفينة، يمكنها تعبئة عدد كبير من الجنود.وصالحة للقتال ضد الغواصات والعمليات الخاصة والإنقاذ والنقل الطبي أو إعادة التزود بالوقود.

## المشغلين
أستراليا
- البحرية الملكية الأسترالية[3]

 البرازيل
- البحرية البرازيلية[3]

 الدنمارك

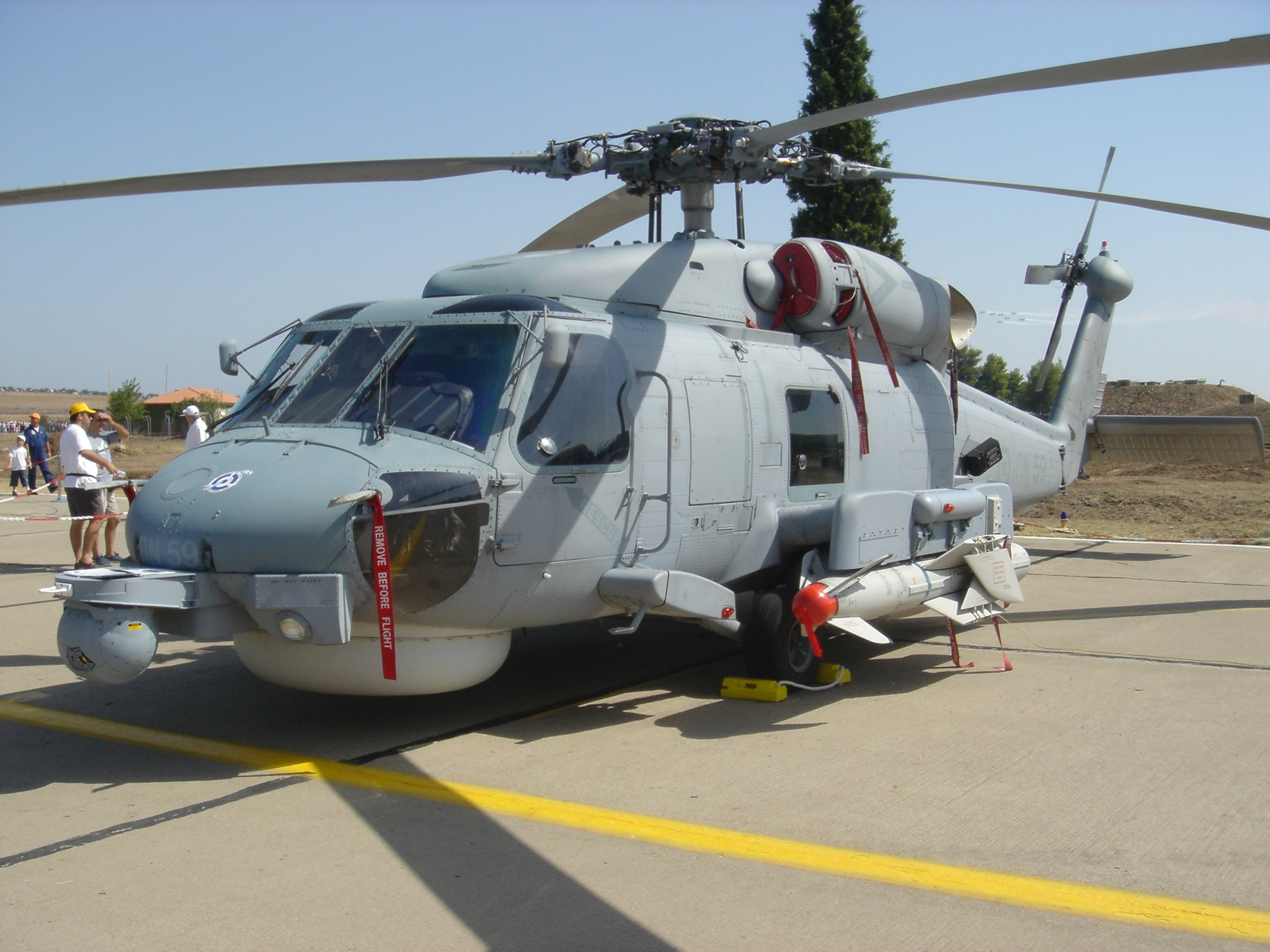
Hellenic Navy S-70B-6 Aegean Hawk with Penguin missile

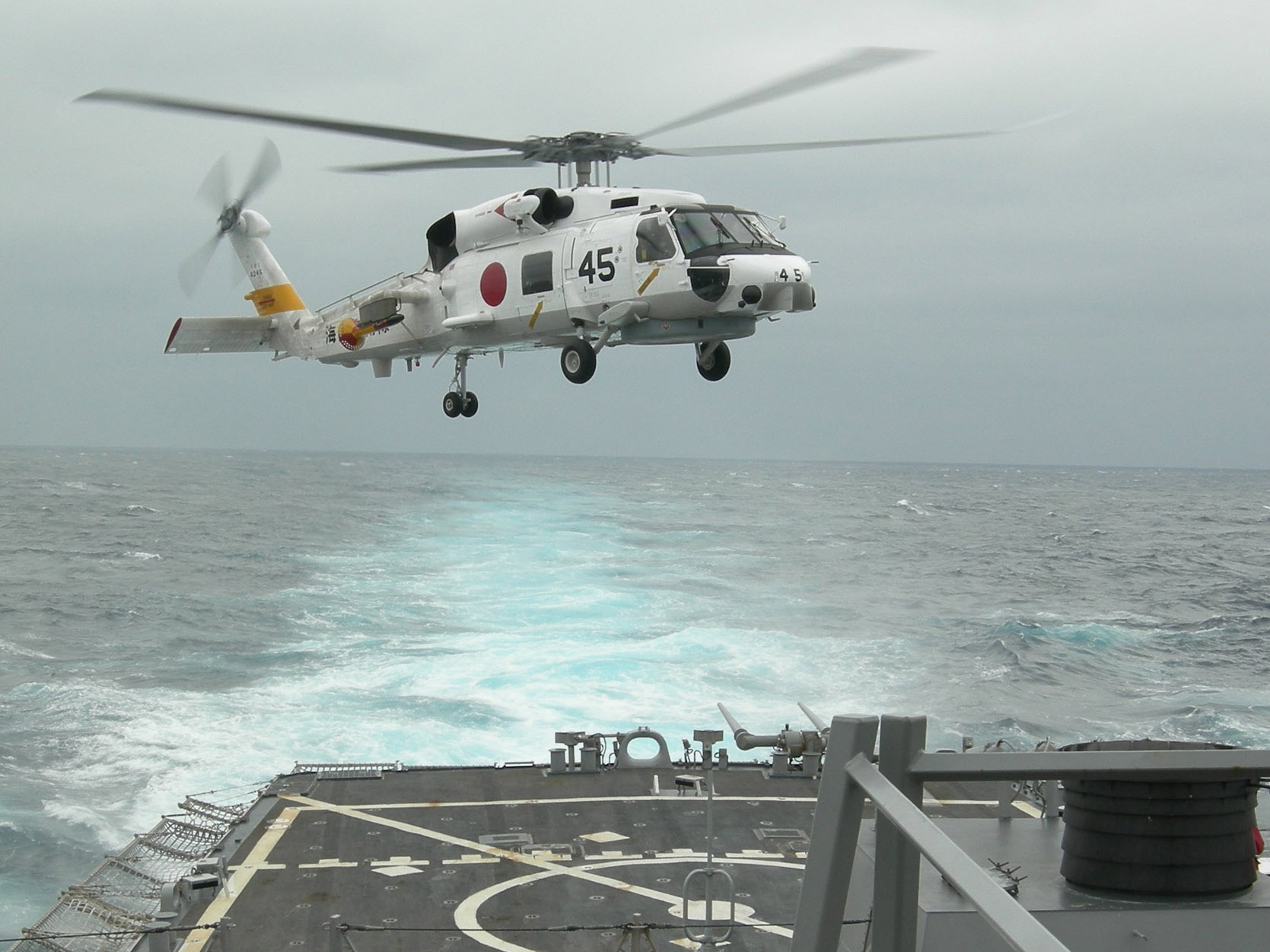
A قوة الدفاع الذاتي البحرية اليابانية SH-60J lands onboard

- القوات البحرية الملكية الدنماركية (9 تحت الطلب)[3]

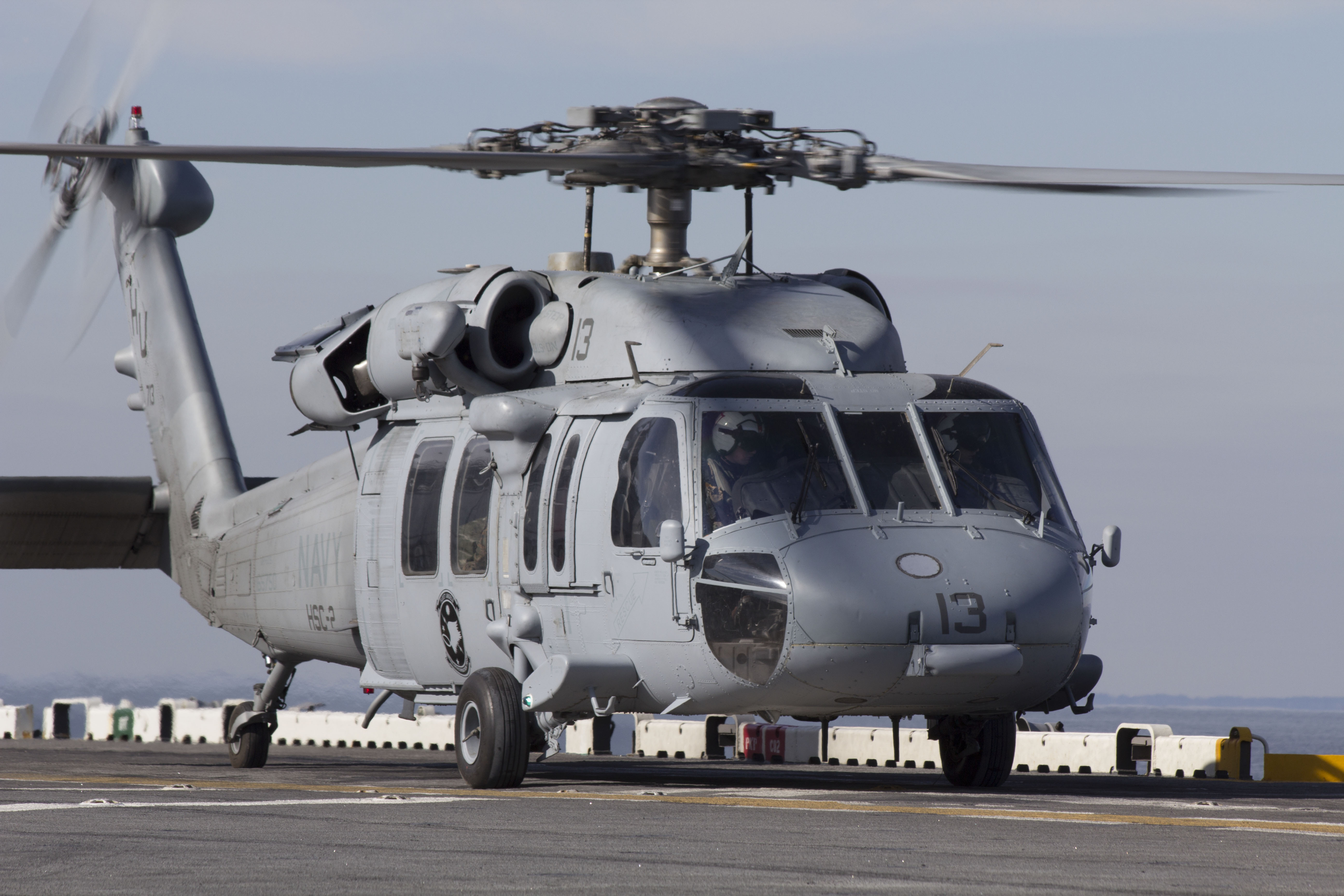
MH-60S "Knighthawk" sits on the flight deck of

 إسرائيل
- سلاح البحرية الإسرائيلي (8 من طراز "SH-60F" كانت تستخدم سابقا من البحرية الأمريكية تحت الطلب)

 اليونان
- البحرية اليونانية[3]

 اليابان
- أنظر ميتسوبيشي إتش-60

 كوريا الجنوبية
- بحرية جمهورية كوريا[3]

 السعودية
- القوات البحرية الملكية السعودية (10 تحت الطلب)[4]

 سنغافورة
- بحرية جمهورية سنغافورة[3]

 إسبانيا
- البحرية الإسبانية[3]

 تايوان
- بحرية جمهورية الصين[3]

 تايلاند
- البحرية الملكية التايلاندية[3]

 تركيا
- البحرية التركية[3]

 الولايات المتحدة
- بحرية الولايات المتحدة[3]